# (4214) Veralynn
(4214) Veralynn es un asteroide perteneciente al cinturón de asteroides, descubierto el 22 de octubre de 1987 por la astrónoma ucraniana Liudmila Zhuravliova desde el Observatorio Astrofísico de Crimea (República de Crimea).

## Designación y nombre
Designado provisionalmente como 1987 UX4. Fue nombrado Veralynn en honor a la cantante británica Vera Lynn.